# جما چرچیل
جما چرچیل (انگلیسی: Jemma Churchill؛ زادهٔ ۱۳ نوامبر ۱۹۶۰) بازیگر است. وی از سال ۱۹۸۴ میلادی تاکنون مشغول فعالیت بوده‌است.
از فیلم‌ها یا مجموعه‌های تلویزیونی که وی در آن‌ها نقش داشته‌است، می‌توان به دکتر هو، پوآرو، ایست‌اندرز و شهر هالبی اشاره نمود.